# روبرت إي. بارتون
روبرت إي. بارتون (بالإنجليزية: Robert E. Barton)‏ هو ناشر وشخصية أعمال وصحفي وسياسي أمريكي، ولد في 3 يوليو 1948. حزبياً، نشط في الحزب الجمهوري. وقد انتخب عضو مجلس نواب لويزيانا.